# Serie C 2018-2019 (calcio femminile)
L'edizione 2018-2019 è stata la prima edizione del campionato italiano di Serie C di calcio femminile, terza serie nazionale, alla sua prima edizione dopo la riforma dei campionati. Il campionato inizialmente aveva la denominazione di Campionato Nazionale Interregionale, per poi essere stato rinominato Serie C dopo ratifica della FIGC. La stagione è iniziata il 14 ottobre 2018 e si è conclusa il 28 aprile 2019. Al termine della stagione sono stati promossi in Serie B il San Marino e il Napoli dopo la prima fase di play-off, e la Novese dopo la seconda fase.

## Stagione

### Novità
Alla prima edizione del campionato nazionale di Serie C hanno avuto il diritto di chiedere l'iscrizione tutte le 45 squadre retrocesse dalla Serie B 2017-2018, tutte le 14 squadre vincitrici i rispettivi campionati regionali e la squadra vincitrice della Coppa Italia regionale. Delle squadre aventi diritto non sono state ammesse per espressa rinuncia alla partecipazione al campionato:
- A.S.D. Picchi San Giacomo,
- A.S.D. Union Villanova,
- A.S.D. Femminile Catania,
- A.S.D. Real Colombo Femminile,
- A.S.D. Women Soccer Castelnuovo,
- A.S.D. Unione Sanremo,
- S.C. Musiello AC Saluzzo 90,
- S.C.D. Ligorna 1922,
- A.C.F. Lucchese Femminile.

Sempre tra le aventi diritto, non sono state ammesse per non aver presentato domanda di iscrizione al campionato:
- A.S.D. Femminile Bassano,
- A.C.F.D. Pordenone,
- A.S.D. Femminile Nebrodi,
- A.S.D. Pisa C.F.

Non sono state ammesse per la mancata presentazione del ricorso avverso il parere negativo espresso dalla Co.Vi.So.D. il Maia Alta Obermais e la S.S. Lazio C.F., mentre non è stata ammessa per espressa rinuncia nonostante l'accoglimento del ricorso dopo parere negativo espresso dalla Co.Vi.So.D. l'A.S.D. Ws Catanzaro.
A completamento organico sono state ammesse, in qualità di ripescate, le seguenti società:
- Libertas Femminile;
- New Team San Marco Argentano;
- A.S.D. S. Paolo;
- A.S.D. Spezia Calcio Femminile.

Dalla fusione di A.S.D. Amicizia Lagaccio C.F. e A.S.D. G.S. Granarolo è nata la A.S.D. C.F. Superba, che ha acquisito il diritto sportivo dell'Amicizia Lagaccio, ma che prima dell'inizio del campionato ha rinunciato alla partecipazione. Dalla fusione di S.C. Molassana Boero A.S.D. e S.C.D. Ligorna 1922 è nato l'U.S.D. Campomorone Lady, che ha acquisito il diritto sportivo del Molassana Boero. L'A.S.D. F.C.F. Marcon ha cambiato denominazione in A.S.D. Venezia F.C. Femminile. L'A.S.D. U.S. Femminile Latina Calcio ha cambiato denominazione in A.S.D. Aprilia Racing Femminile. L'A.S.D. Virtus Partenope ha cambiato denominazione in A.S.D. Vapa Virtus Napoli.
Il 9 ottobre 2018, pochi giorni prima dell'inizio del campionato, è stata annunciata dalla FIGC la cessione del titolo sportivo dell'A.F.D. Grifo Perugia all'A.C. Perugia Calcio, la cui sezione femminile viene così iscritta al campionato di Serie C.

### Formula
Le 47 squadre partecipanti sono state divise in quattro gironi da 12 squadre ciascuno, eccetto il girone A composto da 11 squadre. In ogni girone le squadre si affrontano in un girone all'italiana con partite di andata e ritorno per un totale di 22 giornate. Le squadre prime classificate di ciascun girone, per un totale di quattro squadre, disputano gare di promozione in campo neutro e gara secca, al termine delle quali due squadre vengono promosse in Serie B; le due squadre perdenti gli spareggi promozione disputano uno spareggio con la nona e la decima classificata in Serie B per ulteriori due posti in seconda serie. Le ultime due classificate di ciascun girone sono retrocesse nei rispettivi campionati regionali di Eccellenza.

## Girone A

### Squadre partecipanti
| Club                             | Città                     | Stagione precedente          |
| -------------------------------- | ------------------------- | ---------------------------- |
| C.S.R. D. Azalee                 | Gallarate (VA)            | 8º posto in Serie B/B        |
| U.S.D. Campomorone Lady          | Ceranesi (GE)             | -                            |
| G.S. C.F. Caprera                | La Maddalena (SS)         | 13º posto in Serie B/B       |
| A.S.D. Femminile Juventus Torino | Torino                    | 5º posto in Serie B/A        |
| F.C.D. Novese C.F.               | Novi Ligure (AL)          | 4º posto in Serie B/A        |
| F.C.D. Pinerolo                  | Pinerolo (TO)             | 1º posto in Serie C Piemonte |
| A.S.D. Real Meda C.F.            | Meda (MB)                 | 4º posto in Serie B/B        |
| Romagnano Calcio A.S.D.          | Romagnano Sesia (NO)      | 13º posto in Serie B/A       |
| S.S.D. San Bernardo Luserna C.F. | Luserna San Giovanni (TO) | 11º posto in Serie B/A       |
| A.S.D. Spezia C.F.               | La Spezia                 | in Serie C Liguria           |
| A.C.F. Torino                    | Torino                    | 6º posto in Serie B/A        |

### Classifica finale
|  | Pos. | Squadra          | Pt | G  | V  | N | P  | GF  | GS | DR  |
|  | ---- | ---------------- | -- | -- | -- | - | -- | --- | -- | --- |
|  | 1.   | Novese           | 54 | 20 | 18 | 0 | 2  | 104 | 12 | +92 |
|  | 2.   | Pinerolo         | 46 | 20 | 15 | 1 | 4  | 47  | 17 | +30 |
|  | 3.   | Campomorone Lady | 43 | 20 | 13 | 4 | 3  | 53  | 26 | +27 |
|  | 4.   | Real Meda        | 39 | 20 | 12 | 3 | 5  | 51  | 23 | +28 |
|  | 5.   | Spezia (-1)      | 32 | 20 | 9  | 6 | 5  | 40  | 55 | -15 |
|  | 6.   | Juventus Torino  | 27 | 20 | 8  | 3 | 9  | 41  | 41 | 0   |
|  | 7.   | Azalee           | 26 | 20 | 8  | 2 | 10 | 33  | 31 | +2  |
|  | 8.   | Torino           | 23 | 20 | 6  | 5 | 9  | 21  | 27 | -6  |
|  | 9.   | Romagnano        | 10 | 20 | 2  | 4 | 14 | 14  | 56 | -42 |
|  | 10.  | Luserna          | 8  | 20 | 1  | 5 | 14 | 18  | 59 | -41 |
|  | 11.  | Caprera          | 3  | 20 | 0  | 3 | 17 | 8   | 83 | -75 |

Legenda:
      Promossa in Serie B 2019-2020 dopo aver vinto i play-off
      Retrocessa in Eccellenza 2019-2020
Note:
Tre punti a vittoria, uno a pareggio, zero a sconfitta.
Lo Spezia ha scontato 1 punto di penalizzazione.
Il Caprera è stato successivamente riammesso in Serie C a completamento organico.

### Risultati
|                  | Aza  | Cam  | Cap  | Juv  | Lus  | Nov  | Pin  | ReM  | Rom  | Spe  | Tor  |
| ---------------- | ---- | ---- | ---- | ---- | ---- | ---- | ---- | ---- | ---- | ---- | ---- |
| Azalee           | –––– | 0-0  | 5-0  | 4-1  | 2-1  | 1-2  | 1-2  | 0-2  | 3-1  | 2-0  | 1-2  |
| Campomorone Lady | 4-2  | –––– | 5-0  | 2-2  | 4-2  | 2-1  | 1-5  | 3-2  | 3-0  | 1-1  | 1-0  |
| Caprera          | 0-2  | 1-5  | –––– | 1-4  | 1-1  | 0-8  | 0-6  | 0-1  | 0-0  | 0-6  | 0-6  |
| Juventus Torino  | 3-2  | 1-5  | 7-0  | –––– | 4-0  | 0-7  | 0-3  | 2-1  | 1-2  | 2-2  | 0-0  |
| Luserna          | 2-2  | 0-2  | 3-0  | 0-4  | –––– | 0-5  | 0-1  | 2-3  | 2-2  | 1-3  | 0-3  |
| Novese           | 3-0  | 0-2  | 3-0  | 5-1  | 6-1  | –––– | 3-1  | 2-1  | 3-1  | 3-0  | 4-1  |
| Pinerolo         | 1-0  | 2-1  | 5-1  | 3-1  | 4-0  | 0-3  | –––– | 3-1  | 4-1  | 0-1  | 1-0  |
| Real Meda        | 2-1  | 4-4  | 6-0  | 2-0  | 8-0  | 1-2  | 2-1  | –––– | 5-0  | 3-2  | 0-0  |
| Romagnano        | 0-2  | 0-3  | 3-3  | 0-6  | 3-1  | 0-6  | 0-2  | 0-4  | –––– | 0-2  | 0-0  |
| Spezia           | 4-1  | 2-1  | 6-1  | 2-1  | 1-1  | 0-6  | 1-1  | 1-1  | 4-0  | –––– | 2-2  |
| Torino           | 1-2  | 1-4  | 1-0  | 0-1  | 1-1  | 0-5  | 0-2  | 0-2  | 2-1  | 1-0  | –––– |

## Girone B

### Squadre partecipanti
| Club                              | Città                              | Stagione precedente           |
| --------------------------------- | ---------------------------------- | ----------------------------- |
| A.S.D. Atletico Oristano C.F.     | Oristano                           | 12º posto in Serie B/B        |
| A.S.D. S.S.V. Brixen OBI          | Bressanone (BZ)                    | 9º posto in Serie B/C         |
| F.C.F. Como 2000 A.S.D.           | Como                               | 9º posto in Serie B/B         |
| A.S.D. S.C. Juvenilia Fiammamonza | Monza                              | 5º posto in Serie B/B         |
| A.S.D. Calcio Padova Femminile    | Padova                             | 7º posto in Serie B/B         |
| A.S.D.C.F. Permac Vittorio Veneto | Vittorio Veneto (TV)               | 4º posto in Serie B/C         |
| A.S.D. Riozzese                   | Riozzo di Cerro al Lambro (MI)     | 11º posto in Serie B/B        |
| A.S.D. A.C.F. Trento Clarentia    | Trento                             | 11º posto in Serie B/C        |
| F.C. Unterland Damen              | Cortina sulla Strada del Vino (BZ) | 10º posto in Serie B/C        |
| A.S.D. Venezia F.C. Femminile     | Venezia                            | 6º posto in Serie B/B         |
| A.S.D. Vicenza C.F.               | Vicenza                            | 14º posto in Serie B/C        |
| A.S.D. Voluntas Osio              | Osio Sotto (BG)                    | 1º posto in Serie C Lombardia |

### Classifica finale
|  | Pos. | Squadra           | Pt | G  | V  | N | P  | GF | GS  | DR   |
|  | ---- | ----------------- | -- | -- | -- | - | -- | -- | --- | ---- |
|  | 1.   | Riozzese          | 61 | 22 | 20 | 1 | 1  | 67 | 13  | +54  |
|  | 2.   | Vittorio Veneto   | 47 | 22 | 15 | 2 | 5  | 56 | 20  | +36  |
|  | 3.   | Unterland         | 43 | 22 | 14 | 1 | 7  | 58 | 37  | +21  |
|  | 4.   | Trento Clarentia  | 43 | 22 | 14 | 1 | 7  | 47 | 28  | +19  |
|  | 5.   | Venezia           | 37 | 22 | 11 | 4 | 7  | 39 | 21  | +18  |
|  | 6.   | Brixen OBI        | 31 | 22 | 9  | 4 | 9  | 41 | 34  | +7   |
|  | 7.   | Voluntas Osio     | 30 | 22 | 8  | 6 | 8  | 38 | 29  | +9   |
|  | 8.   | Como 2000         | 27 | 22 | 8  | 3 | 11 | 34 | 30  | +4   |
|  | 9.   | Vicenza           | 24 | 22 | 7  | 3 | 12 | 36 | 36  | 0    |
|  | 10.  | Padova            | 22 | 22 | 6  | 4 | 12 | 34 | 46  | -12  |
|  | 11.  | Fiammamonza       | 15 | 22 | 4  | 3 | 15 | 29 | 61  | -32  |
|  | 12.  | Atletico Oristano | 0  | 22 | 0  | 0 | 22 | 15 | 139 | -124 |

Legenda:
      Ammessa agli spareggi promozione per la Serie B 2019-2020
      Retrocessa in Eccellenza 2019-2020
Note:
Tre punti a vittoria, uno a pareggio, zero a sconfitta.
La Riozzese è stata successivamente ripescata in Serie B a completamento organico.
L'Atletico Oristano è stato successivamente riammesso in Serie C a completamento organico.

### Risultati
|                   | Atl  | Bri  | Com  | Fia  | Pad  | Rio  | Tre  | Unt  | Ven  | Vic  | Vit  | Vol  |
| ----------------- | ---- | ---- | ---- | ---- | ---- | ---- | ---- | ---- | ---- | ---- | ---- | ---- |
| Atletico Oristano | –––– | 0-3  | 0-6  | 2-4  | 0-5  | 1-5  | 1-4  | 1-7  | 0-6  | 1-12 | 0-5  | 1-7  |
| Brixen OBI        | 8-2  | –––– | 1-1  | 5-0  | 3-0  | 2-5  | 1-2  | 2-4  | 1-1  | 3-1  | 2-4  | 0-0  |
| Como 2000         | 6-0  | 0-1  | –––– | 5-0  | 0-0  | 0-1  | 2-0  | 1-2  | 1-0  | 1-0  | 0-3  | 1-1  |
| Fiammamonza       | 6-1  | 1-2  | 0-2  | –––– | 4-1  | 0-4  | 1-3  | 2-5  | 0-2  | 1-1  | 0-3  | 2-3  |
| Padova            | 4-0  | 2-0  | 1-2  | 3-3  | –––– | 0-4  | 1-2  | 2-3  | 1-1  | 2-0  | 0-3  | 4-1  |
| Riozzese          | 7-0  | 1-0  | 4-0  | 2-0  | 2-1  | –––– | 3-0  | 4-0  | 4-1  | 4-1  | 2-0  | 2-1  |
| Trento Clarentia  | 7-2  | 3-1  | 2-1  | 4-1  | 5-0  | 1-3  | –––– | 3-1  | 1-2  | 2-1  | 0-1  | 0-0  |
| Unterland         | 9-0  | 4-2  | 2-1  | 2-2  | 3-4  | 2-1  | 2-0  | –––– | 5-2  | 1-2  | 2-1  | 2-1  |
| Venezia           | 8-0  | 1-0  | 1-0  | 4-0  | 2-0  | 0-1  | 0-2  | 1-2  | –––– | 4-1  | 1-0  | 1-0  |
| Vicenza           | 3-0  | 0-1  | 3-2  | 0-1  | 4-1  | 0-3  | 2-4  | 1-0  | 0-0  | –––– | 0-3  | 3-0  |
| Vittorio Veneto   | 9-1  | 2-3  | 4-1  | 5-0  | 1-1  | 3-3  | 1-2  | 2-0  | 1-0  | 1-0  | –––– | 3-2  |
| Voluntas Osio     | 8-2  | 0-0  | 4-1  | 2-1  | 3-1  | 0-2  | 1-0  | 2-0  | 1-1  | 1-1  | 0-1  | –––– |

## Girone C

### Squadre partecipanti
| Club                                 | Città                             | Stagione precedente                |
| ------------------------------------ | --------------------------------- | ---------------------------------- |
| A.S.D. Bologna F.C. 1909             | Bologna                           | 12º posto in Serie B/C             |
| S.S.D. U.S. Città di Pontedera       | Pontedera (PI)                    | 1º posto in Serie C Toscana        |
| A.C.D. Imolese F.M.                  | Imola (BO)                        | 15º posto in Serie B/C             |
| A.D.P. L.F. Jesina Femminile         | Jesi (AN)                         | 8º posto in Serie B/C              |
| Libertas Femminile                   | Lucca                             | 7º posto in Serie C Toscana        |
| A.C. Olimpia Forlì Dil.              | Forlì                             | 1º posto in Serie C Emilia-Romagna |
| A.C. Perugia Calcio                  | Perugia                           | 7º posto in Serie B/A              |
| A.S.D. Real Bellante                 | Bellante (TE)                     | 1º posto in Serie C Abruzzo        |
| A.S.D. Femminile Riccione            | Riccione (RN)                     | 5º posto in Serie B/C              |
| San Marino Academy                   | Dogana di Serravalle (San Marino) | 5º posto in Serie B/C              |
| A.S.D. San Paolo                     | Modena                            | 2º posto in Serie C Emilia-Romagna |
| A.S.D. F.C. Sassari Torres Femminile | Sassari                           | 10º posto in Serie B/B             |

### Classifica finale
|  | Pos. | Squadra            | Pt | G  | V  | N | P  | GF | GS  | DR   |
|  | ---- | ------------------ | -- | -- | -- | - | -- | -- | --- | ---- |
|  | 1.   | San Marino         | 57 | 22 | 18 | 3 | 1  | 83 | 17  | +66  |
|  | 2.   | Pontedera          | 48 | 22 | 14 | 6 | 2  | 71 | 23  | +48  |
|  | 3.   | Perugia            | 47 | 22 | 15 | 2 | 5  | 71 | 15  | +56  |
|  | 4.   | Torres             | 46 | 22 | 14 | 4 | 4  | 69 | 21  | +48  |
|  | 5.   | Bologna            | 42 | 22 | 13 | 3 | 6  | 45 | 15  | +30  |
|  | 6.   | L.F. Jesina        | 41 | 22 | 13 | 2 | 7  | 72 | 23  | +49  |
|  | 7.   | Olimpia Forlì      | 26 | 22 | 8  | 2 | 12 | 38 | 44  | -6   |
|  | 8.   | Riccione           | 25 | 22 | 7  | 4 | 11 | 39 | 43  | -4   |
|  | 9.   | San Paolo          | 18 | 22 | 5  | 3 | 14 | 27 | 60  | -33  |
|  | 10.  | Real Bellante      | 16 | 22 | 5  | 1 | 16 | 31 | 83  | -52  |
|  | 11.  | Imolese            | 14 | 22 | 4  | 2 | 16 | 17 | 65  | -48  |
|  | 12.  | Libertas Femminile | 0  | 22 | 0  | 0 | 22 | 8  | 162 | -154 |

Legenda:
      Promossa in Serie B 2019-2020 dopo aver vinto i play-off
      Retrocessa in Eccellenza 2019-2020
Note:
Tre punti a vittoria, uno a pareggio, zero a sconfitta.
L'Imolese è stato successivamente riammesso in Serie C a completamento organico.

### Risultati
|                    | Bol  | Imo  | Jes  | Lib  | OlF  | Per  | Pon  | ReB  | Ric  | SMa  | SPa  | Sas  |
| ------------------ | ---- | ---- | ---- | ---- | ---- | ---- | ---- | ---- | ---- | ---- | ---- | ---- |
| Bologna FC         | –––– | 2-0  | 2-0  | 3-0  | 1-0  | 0-1  | 0-1  | 12-1 | 1-0  | 1-2  | 2-0  | 0-2  |
| Imolese            | 0-1  | –––– | 0-9  | 3-0  | 2-4  | 1-6  | 2-2  | 2-0  | 0-4  | 1-6  | 1-0  | 0-3  |
| Jesina             | 0-1  | 4-0  | –––– | 13-0 | 5-1  | 0-4  | 2-1  | 4-0  | 5-0  | 0-1  | 4-1  | 0-2  |
| Libertas Femminile | 0-7  | 0-1  | 0-12 | –––– | 0-4  | 0-5  | 0-10 | 0-2  | 1-7  | 0-11 | 0-2  | 1-9  |
| Olimpia Forlì      | 0-0  | 1-0  | 0-3  | 6-0  | –––– | 1-3  | 1-6  | 5-1  | 2-1  | 0-3  | 5-2  | 2-1  |
| Perugia            | 0-0  | 4-0  | 5-0  | 14-0 | 2-0  | –––– | 1-2  | 3-0  | 0-1  | 1-3  | 6-0  | 1-3  |
| Pontedera          | 3-1  | 5-1  | 1-1  | 7-0  | 3-2  | 1-4  | –––– | 2-0  | 4-1  | 2-2  | 4-0  | 1-1  |
| Real Bellante      | 0-4  | 3-2  | 1-3  | 13-0 | 2-1  | 0-4  | 0-7  | –––– | 3-3  | 1-6  | 0-3  | 1-6  |
| Riccione           | 1-3  | 3-0  | 0-0  | 9-4  | 2-1  | 1-3  | 0-3  | 1-2  | –––– | 0-4  | 2-2  | 0-1  |
| San Marino         | 3-2  | 5-0  | 1-3  | 9-0  | 3-0  | 1-1  | 1-1  | 5-0  | 3-1  | –––– | 6-1  | 2-0  |
| San Paolo          | 0-1  | 1-1  | 0-3  | 4-2  | 2-2  | 1-0  | 1-3  | 3-1  | 0-1  | 1-4  | –––– | 2-4  |
| Sassari Torres     | 1-1  | 2-0  | 2-1  | 11-0 | 2-0  | 0-3  | 2-2  | 7-0  | 1-1  | 1-2  | 8-1  | –––– |

## Girone D

### Squadre partecipanti
| Club                                | Città                             | Stagione precedente            |
| ----------------------------------- | --------------------------------- | ------------------------------ |
| A.S.D. Aprilia Racing Femminile     | Aprilia (LT)                      | 6º posto in Serie B/D          |
| A.S.D. Apulia Trani                 | Trani                             | 8º posto in Serie B/D          |
| A.S.D. C.F. Chieti                  | Chieti                            | 4º posto in Serie B/D          |
| A.S. Grifone Gialloverde            | Roma                              | 5º posto in Serie B/D          |
| A.S.D. Ludos                        | Palermo                           | 1º posto in Serie C Sicilia    |
| A.S.D. Napoli Femminile             | Napoli                            | 7º posto in Serie B/D          |
| A.S.D. New Team San Marco Argentano | San Marco Argentano (CS)          | in Serie C Calabria            |
| A.S.D. Pescara C.F.                 | Pescara                           | 13º posto in Serie B/C         |
| S.S.D. Potenza Calcio               | Potenza                           | 1º posto in Serie C Basilicata |
| A.S.D. Salento Women Soccer         | Lecce                             | 9º posto in Serie B/D          |
| A.S.D. S. Egidio Femminile          | Sant'Egidio del Monte Albino (SA) | 1º posto in Serie C Campania   |
| A.S.D. Vapa Virtus Napoli           | Napoli                            | 10º posto in Serie B/D         |

### Classifica finale
|  | Pos. | Squadra            | Pt | G  | V  | N | P  | GF  | GS  | DR   |
|  | ---- | ------------------ | -- | -- | -- | - | -- | --- | --- | ---- |
|  | 1.   | Napoli             | 61 | 22 | 20 | 1 | 1  | 144 | 10  | +134 |
|  | 2.   | Grifone            | 55 | 22 | 18 | 1 | 3  | 103 | 21  | +82  |
|  | 3.   | Ludos Palermo      | 52 | 22 | 17 | 1 | 4  | 106 | 27  | +79  |
|  | 4.   | Salento Women      | 44 | 22 | 13 | 5 | 4  | 80  | 23  | +57  |
|  | 5.   | S. Egidio          | 36 | 22 | 11 | 3 | 8  | 65  | 31  | +34  |
|  | 6.   | Pescara            | 31 | 22 | 9  | 4 | 9  | 58  | 39  | +19  |
|  | 7.   | Chieti             | 28 | 22 | 8  | 4 | 10 | 45  | 40  | +5   |
|  | 8.   | Vapa Virtus Napoli | 25 | 22 | 7  | 4 | 11 | 78  | 57  | +21  |
|  | 9.   | Aprilia Racing     | 23 | 22 | 7  | 2 | 13 | 55  | 71  | -16  |
|  | 10.  | Apulia Trani       | 19 | 22 | 5  | 4 | 13 | 33  | 71  | -38  |
|  | 11.  | New Team San Marco | 7  | 22 | 2  | 1 | 19 | 26  | 126 | -100 |
|  | 12.  | Potenza            | 0  | 22 | 0  | 0 | 22 | 4   | 281 | -277 |

Legenda:
      Promossa in Serie B 2019-2020 dopo aver vinto i play-off
      Retrocessa in Eccellenza 2019-2020
Note:
Tre punti a vittoria, uno a pareggio, zero a sconfitta.

### Risultati
|                    | ApR  | ApT  | Chi  | Gri  | Lud  | Nap  | NTS  | Pes  | Pot  | Sal  | SEg  | VVN  |
| ------------------ | ---- | ---- | ---- | ---- | ---- | ---- | ---- | ---- | ---- | ---- | ---- | ---- |
| Aprilia Racing     | –––– | 3-1  | 1-2  | 0-3  | 1-4  | 0-7  | 3-2  | 2-1  | 18-0 | 3-9  | 1-1  | 4-2  |
| Apulia Trani       | 3-0  | –––– | 1-1  | 0-2  | 0-9  | 1-4  | 3-1  | 0-0  | 5-2  | 0-2  | 0-5  | 2-2  |
| Chieti             | 2-1  | 3-2  | –––– | 0-1  | 0-6  | 0-4  | 4-0  | 0-2  | 12-0 | 1-1  | 2-1  | 3-2  |
| Grifone            | 10-2 | 7-0  | 2-0  | –––– | 6-1  | 0-5  | 9-0  | 3-0  | 20-0 | 3-0  | 2-1  | 2-1  |
| Ludos Palermo      | 5-1  | 8-0  | 4-0  | 2-1  | –––– | 2-3  | 7-0  | 7-4  | 6-0  | 1-3  | 3-0  | 3-1  |
| Napoli Femminile   | 3-0  | 7-0  | 4-0  | 5-0  | 2-1  | –––– | 14-0 | 4-0  | 22-0 | 0-0  | 2-0  | 5-1  |
| New Team San Marco | 0-5  | 1-4  | 1-1  | 1-9  | 0-10 | 0-14 | –––– | 0-3  | 11-0 | 2-3  | 0-4  | 0-3  |
| Pescara            | 2-1  | 4-0  | 1-0  | 1-4  | 0-4  | 0-6  | 8-1  | –––– | 13-0 | 0-0  | 1-1  | 3-1  |
| Potenza            | 1-5  | 0-7  | 0-12 | 0-14 | 1-17 | 0-18 | 0-2  | 0-12 | –––– | 0-17 | 0-12 | 0-16 |
| Salento Women      | 3-0  | 4-0  | 2-0  | 0-0  | 1-2  | 4-2  | 11-2 | 0-0  | 13-0 | –––– | 1-2  | 2-1  |
| S. Egidio          | 7-1  | 3-1  | 1-1  | 2-3  | 1-2  | 0-4  | 2-1  | 3-2  | 11-0 | 0-1  | –––– | 5-1  |
| Vapa Virtus Napoli | 3-3  | 3-3  | 3-1  | 0-2  | 2-2  | 1-9  | 9-1  | 2-1  | 18-0 | 4-3  | 2-3  | –––– |

## Spareggi promozione
Agli spareggi promozione sono ammesse le squadre vincitrici dei quattro gironi.

### Prima fase
Nella prima fase le squadre prime classificate di ciascun girone si affrontano in campo neutro e gara secca per definire due promozioni in Serie B. Il sorteggio per gli accoppiamenti si è tenuto il 15 aprile 2019, mentre la definizione di data, orario e campo da gioco è stata comunicata il 30 aprile 2019 e modificata il 2 maggio 2019.
|            | Risultati |          | Luogo e data                 |
| ---------- | --------- | -------- | ---------------------------- |
| Napoli     | 1-0       | Novese   | Paganico (GR), 5 maggio 2019 |
|            |           |          |                              |
| San Marino | 2-0       | Riozzese | Noceto (PR), 5 maggio 2019   |
|            |           |          |                              |

### Seconda fase
Agli spareggi promozione/retrocessione accedono la nona e la decima classificata in Serie B e le due squadre di Serie C perdenti gli spareggi promozione. Gli spareggi si disputano in campo neutro e gara secca e le vincitrici sono ammesse in Serie B.
|              | Risultati           |             | Luogo e data                   |
| ------------ | ------------------- | ----------- | ------------------------------ |
| Milan Ladies | 0-0 (dts) (4-3 dtr) | Riozzese    | Villa d'Almè, 18 maggio 2019   |
| Novese       | 1-0                 | Genoa Women | Sestri Levante, 18 maggio 2019 |
|              |                     |             |                                |